# Prawet
Prawet (tiếng Thái: ประเวศ, phiên âm: Bơ-la-vét) là một trong 50 quận của thành phố Băng Cốc, Thái Lan. Nó nằm ở phía Nam. Các quận huyện xung quanh bao gồm (từ phía đông theo chiều kim đồng hồ) Bang Phli (tỉnh Samut Prakan), Bang Na, Phra Khanong, Suan Luang, Bang Kapi, Saphan Sung và Lat Krabang (Băng Cốc).

## Lịch sử
Prawet từng là một phần của quận Phra Khanong. Prawet được tách thành một quận từ năm 1989. Một phần của Prawet, đặc biệt là phường Suan Luang, được xây dựng để thành lập quận Suan Luang vào ngày 14 tháng 1 năm 1994.
Tên của quận bắt nguồn từ Khlong Prawet Burirom, một kênh nước chảy qua khu vực phía Bắc.
Vào tháng 10 năm 2005 kế hoạch tạo nên thành khu vực hành chính đặc biệt Nakhon Suvarnabhumi xung quanh khu vực Sân bay Băng Cốc mới được công bố. Prawet được cho là một trong năm quận được đưa vào khu vực mới này.

## Phân cấp hành chính
Quận được chia thành 3 phường (khwaeng).
| 1. | Prawet   | ประเวศ  |  |
| 2. | Nong Bon | หนองบอน |  |
| 3. | Dokmai   | ดอกไม้   |  |

## Địa điểm

### Giáo dục
- Pan-Asia International School[2]
- Wells International School (Wells International Kindergarten Bangna Campus)[3]

### Tín ngưỡng
- Masjid Assa'adah
- Wat Kaeo Phithak Charoen Tham
- Wat Krathum Suea Pla
- Wat Taklam
- Yami Ul Ibadah (còn được gọi là Masjid Ban Tang Khawi)[4]

### Công viên
- Chaloem Phrakiat Mahat Thai Park
- Nong Bon Water Sports Center
- PTT Metro Forest Learning Center
- Suan Luang Rama IX
- Suan Wanatham Park

### Trung tâm thương mại
- Paradise Park (trước đây là Seri Center)
- Seacon Square
- Chợ đêm Srinagarindra Train

## Vận chuyển
Đường Srinagarindra là tuyến đường huyết mạch của quận, Chaloem Phra Kiat Ratchakan Thi 9 và Phatthanakan với On Nut (Sukhumvit 77) cũng như đường Sukhaphiban 2 được xem là những đường phụ. Đường Kanchanaphisek (đường vành đai ngoài) đi qua khu vực phía Đông. Prawet có Ga Ban Thap Chang thuộc Đường sắt nhà nước Thái Lan, nơi mà Tuyến Đông và đường sắt kết nối sân bay đi qua khu vực.